# Gordon Guyatt
Gordon Henry Guyatt (né le 11 novembre 1953) est un médecin et professeur universitaire canadien. Il enseigne à l'Université McMaster d'Hamilton (Ontario). Il est connu pour son influence sur la médecine fondée sur les faits, qu'il a baptisée en 1991,.

## Biographie
Guyatt naît et grandit à Hamilton, ville de l'Ontario où se trouve également l'Université McMaster.
Il fréquente l'Université de Toronto, de laquelle il obtient un BSc. Il devient par la suite docteur en médecine à la McMaster University Medical School (en), et est certifié interne général. Plus tard, Guyatt obtient une MSc en Health Research Methodology de l'Université McMaster.
Guyatt épouse Maureen Meade, avec qui il a trois filles : Robyn, Paige et Claire Guyatt.

## Prix et distinctions
En 2007, le The BMJ classe la médecine fondée sur les faits au septième rang des initiatives les plus bénéfiques aux soins de santé.
Le 9 octobre 2015, Guyatt est nommé au temple de la renommée médicale canadienne.